# Absentia (film)
Absentia to amerykański film fabularny z 2011 roku, napisany i wyreżyserowany przez Mike’a Flanagana, powstały z inicjatywy crowdfundingowej witryny internetowej Kickstarter. Opowiada historię Tricii, ciężarnej kobiety, która musi poradzić sobie z niespodziewanym powrotem dotychczas zaginionego męża. Mężczyzna uważa, że minionych siedem lat spędził w czeluściach pod gruntem okolicznego tunelu. Światowa premiera projektu odbyła się 3 marca 2011 w trakcie Fargo Film Festival w Dakocie Północnej. 1 lipca tego roku nastąpiła komercyjna premiera Absentii. Film zebrał pozytywne recenzje krytyków, którzy uznali go za projekt melancholijny i dwuznaczny oraz krzyknęli mianem „szlachetnego horroru”. Absentia spotkała się także z sukcesem artystycznym, zdobywając ponad dwadzieścia pięć nagród filmowych.

## Obsada
- Katie Parker − Callie Russel
- Courtney Bell − Tricia Riley
- Dave Levine − detektyw Ryan Mallory
- Justin Gordon − detektyw Lonergan
- Morgan Peter Brown − Daniel Riley
- James Flanagan − Jamie Lambert
- Scott Graham − dr. Elliott
- Ian Gregory − Mitch Riley
- Connie Ventress − Ruth Riley
- Doug Jones − Walter Lambert

## Produkcja
Mike Flanagan nakreślił scenariusz Absentii podczas zaledwie dwóch sesji scenopisarskich. Obraz powstał z inicjatywy crowdfundingowej strony internetowej Kickstarter.com, dofinansowało go ponad trzystu darczyńców − użytkowników witryny. Twórcy uzbierali w ten sposób dwadzieścia pięć tysięcy dolarów − ponad jedną trzecią ostatecznego budżetu filmowego, który wyniósł siedemdziesiąt tysięcy USD. Film kręcony był przy pomocy cyfrowego aparatu Canon EOS 5D Mark II, w formacie 16:9 (1,78:1). Zdjęcia powstawały w miejscowości Glendale w stanie Kalifornia, jedną ze scen nakręcono także w dawnym mieszkaniu reżysera w Los Angeles. W trakcie produkcji aktorka Courtney Bell była w siódmym miesiącu ciąży, podobnie jak grana przez nią postać, Tricia Riley. Lustro widoczne w scenie rozmowy Tricii z psychiatrą zostało wykorzystane jako rekwizyt w jednym z poprzednich filmów Flanagana, krótkometrażowym horrorze Oculus: Chapter 3 − The Man with the Plan z 2006 roku (na kanwie którego reżyser oparł swój następny projekt, Oculus).

## Wydanie filmu
Światowa premiera projektu odbyła się 3 marca 2011 w Fargo w Dakocie Północnej, podczas lokalnego festiwalu filmowego. Na przestrzeni 2011 i 2012 roku film prezentowany był widzom festiwali w Stanach Zjednoczonych, Australii, Kanadzie, Indonezji, Holandii, Belgii oraz we Włoszech (w sumie ponad trzydzieści okazji do projekcji dzieła przed publicznością). W międzyczasie obraz został wydany na rynku DVD w Australii oraz krajach Europy, Azji i Ameryki Północnej. W maju 2012 Absentia została premierowo wyemitowana przez węgierską telewizję. W kwietniu 2013 film zyskał dystrybucję kinową w Argentynie. W Polsce, pod koniec grudnia 2012, horror pokazała jako pierwsza telewizja Cinemax.

## Opinie
Redaktorzy strony internetowej waytooindie.com okrzyknęli Absentię jednym ze „świetnych horrorów, których widzowie nigdy nie mieli okazji poznać”. Dziennikarz współpracujący z serwisem popcultureninja.com wskazał film Flanagana jako czwarty w kolejności najlepszy horror 2011 roku. Lonnie Nadler umieścił obraz w zestawieniu dziesięciu najlepszych filmów grozy 2011 według witryny Bloody Disgusting.

### Recenzje
Film zyskał przychylne opinie krytyków. Andrew Match, redaktor serwisu internetowego o nazwie Twitch Film, nazwał Absentię „efektownym i upiornym horrorem nadnaturalnym”. W recenzji dla strony craveonline.com Devin Ashby przyznał obrazowi ocenę w postaci dziewięciu na dziesięć gwiazdek oraz okrzyknął projekt Flanagana dziełem „intensywnym, nawiedzonym i odświeżająco przerażającym”. Dziennikarz brytyjskiego czasopisma Starburst Martin Unsworth skwitował film jako „z miejsca kultowy”, w skali od jednego do dziesięciu wyceniając go dokładnie tak samo jak Ashby. Dennis Harvey, recenzując obraz dla magazynu Variety, chwalił upiorność horroru i brak schematyczności w jego scenariuszu. David Harley (serwis Bloody Disgusting) wycenił film na trzy na pięć gwiazdek, a Debi Moore (Dread Central) przyznała mu ocenę w postaci . Według Harleya, Absentia, choć cierpi z powodu niskiego budżetu, jest produkcją „autentycznie straszną”. Moore uznała film Flanagana za „dający do myślenia oraz porywająco rozrywkowy”.

## Nagrody i wyróżnienia
| Rok  | Festiwal/gala                                   | Nagroda                                                              | Wyróżniony                            |
| ---- | ----------------------------------------------- | -------------------------------------------------------------------- | ------------------------------------- |
| 2011 | Chicago Horror Film Festival                    | najlepszy film fabularny                                             | Mike Flanagan                         |
| 2011 | Chicago Horror Film Festival                    | najlepsza reżyseria                                                  |                                       |
| 2011 | Action on Film International Film Festival, USA | najlepszy film fabularny − horror                                    |                                       |
| 2011 | Shriekfest                                      | najlepszy film fabularny − horror                                    |                                       |
| 2011 | Sacramento Horror Film Festival                 | najlepszy film festiwalu (projekt fabularny)                         |                                       |
| 2011 | Maelstrom International Fantastic Film Festival | najlepszy film fabularny (nagroda jury)                              |                                       |
| 2011 | Freak Show Horror Film Festival                 | najlepszy film fabularny − horror                                    |                                       |
| 2011 | Sonoma International Film Festival              | najlepszy narracyjny film fabularny                                  |                                       |
| 2011 | Phoenix Film Festival                           | najlepszy film fabularny − horror                                    |                                       |
| 2011 | Rhode Island Horror Film Festival               | najlepszy film                                                       |                                       |
| 2011 | ShockerFest International Film Festival         | najlepszy film fabularny − horror                                    |                                       |
| 2011 | Buffalo Screams Film Festival                   | najlepszy film fabularny − horror                                    |                                       |
| 2011 | Buffalo Screams Film Festival                   | najlepsza reżyseria filmu fabularnego                                |                                       |
| 2011 | Buffalo Screams Film Festival                   | najlepszy scenariusz do filmu fabularnego                            |                                       |
| 2011 | New Orleans Horror Film Festival                | najlepszy scenariusz                                                 |                                       |
| 2011 | Thriller! Chiller! Film Festival                | najlepszy dreszczowiec                                               |                                       |
| 2011 | A Night of Horror International Film Festival   | wybór reżyserów                                                      |                                       |
| 2011 | Tabloid Witch Awards                            | najlepszy film fabularny − horror                                    |                                       |
| 2011 | Tabloid Witch Awards                            | najlepsza aktorka                                                    | ex aequo Katie Parker i Courtney Bell |
| 2011 | Tabloid Witch Awards                            | najlepszy aktor                                                      | Dave Levine                           |
| 2011 | Tabloid Witch Awards                            | najlepszy aktor drugoplanowy                                         | Morgan Peter Brown                    |
| 2011 | Tabloid Witch Awards                            | najlepszy dźwięk                                                     | Richard Ragon                         |
| 2011 | Blue Whiskey Independent Film Festival          | najlepszy dźwięk                                                     | firma Gypsy Sound                     |
| 2011 | Fargo Film Festival                             | specjalne wyróżnienie                                                | Mike Flanagan                         |
| 2012 | Fright Meter Awards                             | najlepszy scenariusz                                                 | Mike Flanagan                         |
| 2013 | Fangoria Chainsaw Awards                        | najlepszy film wydany w ograniczonej dystrybucji lub direct-to-video | Mike Flanagan                         |